# Black Magic (film, 1975)
Pour les articles homonymes, voir Black Magic.

Black Magic est un film hongkongais réalisé par Ho Meng-hua, sorti en 1975 au cinéma.
Le succès du film engendra la production d'une vague de films reprenant les mêmes thèmes.

## Histoire
En Malaisie, un sorcier (Ku Feng) doit régulièrement faire appel aux ressources de la magie noire éponyme pour régler certains cas difficiles. Il vient ainsi en aide à une jeune femme (Tanny), veuve d'un homme prospère, dont l'amour pour un de ses employés, le jeune et séduisant ingénieur Xu Nuo (Ti Lung), est contrecarré par les fiançailles de ce dernier avec une oie blanche (Lily Li).

## Fiche technique
- Titre : Black Magic
- Réalisation : Ho Meng-hua
- Scénario : I Kuang
- Société de production : Shaw Brothers
- Pays d'origine : Hong Kong
- Format : Couleurs - 2,35:1 - Mono - 35 mm
- Genre : magie, ethnologie
- Durée :
- Date de sortie : 1975

## Distribution
- Ti Lung : Xu Nuo, un ingénieur avenant
- Lo Lieh : Liang Chia-chieh, un client du sorcier, amoureux de madame Zhou
- Tanny : Luo Yin, épouse Zhou, une femme d'affaires au charme vénéneux
- Lily Li : fiancée de Nuo
- Ku Feng : un sorcier traditionnel
- Yueh Hua : monsieur Wang
- Chen Ping : madame Wang
- Dana : une patiente
- Chin Tsi-ang : une vendeuse de noix de coco
- Hsu Hsao-chiang : un collègue de Nuo